# Kjell Jansson (musiker)
Kjell Erik Jansson, född 2 juni 1950 i Örgryte, Göteborg, är en svensk kompositör och jazzmusiker. Han spelar kontrabas.

## Priser och utmärkelser
- 2000 – Jazzkatten som ”Musiker som förtjänar större uppmärksamhet/Grand Cru”

## Filmmusik
- 1978 – Lyftet
- 1981 – Sista budet
- 1984 – Medan vi ännu lever

### Fotnoter
1. ↑  ”Kjell Jansson”. Svensk Mediedatabas. http://sfi.se/sv/svensk-filmdatabas/Item/?type=PERSON&itemid=181077. Läst 3 augusti 2012.